# يوري كيلموف
يوري كيلموف (بالروسية: Климов, Юрий Михайлович)‏ (22 يوليو 1940 في روسيا - 17 أكتوبر 2022) هو لاعب كرة يد الاتحاد السوفيتي وروسيا (وحمل سابقاً جنسية الاتحاد السوفيتي). شارك في الألعاب الأولمبية الصيفية 1972 والألعاب الأولمبية الصيفية 1976.

## وصلات خارجية
- يوري كيلموف على موقع أوليمبيديا (الإنجليزية)